# 児玉昌己
児玉 昌己（こだま まさみ、1952年1月28日 - ） は日本の政治学者、EU研究者。欧州議会研究の第一人者。

## 来歴[1]
長崎県佐世保市出身。長崎県立佐世保北高等学校卒業後、同志社大学法学部へ進学。1974年、同志社大学大学院法学研究科修士課程政治学専攻入学。休学・在英を経て、1983年、ベルギー（ヨーロッパ大学院大学College of Europe行政学研究科）留学・修了(Diplome de Hautes Etudes Europeennes 1985）。1987年、同志社大学大学院法学研究科博士課程（後期）所定年限終了退学。
1999年、長崎純心大学人文学部教授を経て、2002年より久留米大学法学部国際政治学科教授。2022年3月、久留米大学を定年退職。同年４月から久留米大学名誉教授および客員教授。2004年から2005年にかけ、在外研究ベルギー欧州大学院大学客員教授。法学博士（九州大学、2005年）。
2021年11月、日本EU学会名誉会員選出。2011年1月から3月にかけてＮＨＫラジオ第2放送で歴史再発見で「EU・ヨーロッパ統合の政治史」（全12回）を講じる。
長崎県立佐世保北高等学校の同級生には村上龍がいる。また、ベルギーのブルージュにあるEU研究のトップ校とされる欧州大学院大学（College of Europe）で学位を得た数少ない日本人であり、ジャン・レイ学年の同期には、パリ政治学院のクリスチャン・ルケンヌ(Christian Lequesne)、欧州司法裁判所一般裁判所長官のマルク・ファンデアバウデ（Marc　Van Der Woude）、キース・ピルビーム（Keith Pilbeam, City University of London）国際金融論教授）などがいる。

## 著書
単著
- 『ヨーロッパ統合とは何か－EU政治研究余滴』（芦書房、2024年）
- 『現代欧州統合論―EUの連邦的統合の深化とイギリス』(成文堂、2021年)
- 『欧州統合の政治史　ＥＵ誕生の成功と苦悩』（芦書房、2015年）
- 『欧州議会と欧州統合―EUにおける議会制民主主義の形成と展開』（成文堂、2014年）
- 『EU・ヨーロッパ統合の政治史』（NHK出版、2010年）

共著
- 児玉昌己・伊佐淳編『巨大中国とユーラシア新時代の国際関係』（芦書房、2022年）
- 児玉昌己・伊佐淳編『グローバル時代のアジアの国際協力－過去・現在・未来』（芦書房、2020年）
- 児玉昌己・伊佐淳編『アジアの国際協力と地域共同体を考える』（芦書房、2019年）
- 鷲江義勝編『EU―欧州統合の現在』第4版（創元社、2020年）
- 鷲江義勝編著『リスボン条約による欧州統合の新展開－EUの新基本条約・リスボン条約』（ミネルバ書房、2009年）
- 欧州統合とEUの本質は何か　意味論的考察『EU加盟国における総合政策と教育改革の政治力学に関する比較研究平成17-19年度科研補助金成果報告書』（名古屋大学大学院基盤研究Ｂ、2008年）
- 辰巳浅嗣他　『ＥＵ－欧州統合の現在』（創元社、2008年）
- 金丸輝男編著『アムステルダム条約』（ジェトロ、2000年）
- 児玉昌己他『現代国際関係論の基礎と課題』（建帛社、1999年）
- 国際的行為主体の再検討 (国際政治) -(日本国際政治学会、1998年)
- 丸輝男編著『ヨーロッパ統合の政治史』（有斐閣、1996年）
- 金丸輝男編著『ECからEUへ：欧州統合の現』（創元社、1995年）
- 金丸輝男編著『EUとは何か：欧州同盟の解説と条約』（ジェトロ、1994年）
- 行政管理研究センター調査研究編『EC統合と東欧政策』（行政管理研究センター刊、1992年）
- 行政管理研究センター編『EC対外政策の展開』（行政管理研究センター刊、1991年）
- 古沢徳明、藤井昇編著『湾岸戦争は訴える』第２章ヨーロッパからみた湾岸戦争（総合法令、1991年）
- 金丸輝男編著『ＥＣ－欧州統合の現在　第２版』（創元社、1989年）
- 金丸輝男編著『EC：欧州統合の現在』（創元社、1987年）

## 論文
- 2024年欧州議会選挙　欧州統合の岩盤勢力に風穴　世界経済評論（2024年11月･12月号）
- プーチン戦争とEU：その地政学的衝撃　世界経済評論（2022年11月･12月号）
- 現代ユーラシアの地政学―EU･中国関係とハンガリー(久留米大学法学85号･2022年)
- 日本におけるEU認識とその問題(久留米大学法学83号･2021年)
- ハミルトン･モーメント:EUの連邦的財政金融一体化への一歩としての2020年コロナ復興基金(久留米大学法学82号･2021年)
- 英のEU離脱とフォンデアライエン欧州委員会誕生―重みを増す欧州議会(世界経済評論2020年7･8月号)
- EU政治の主戦場としての2019年欧州議会選挙:Brexit,Spitzenkandidaten,反EUナショナリズム(世界経済評論2019年7･8月号)
- 日本の近代化における｢欧州」の受容-外交官永富(鹿島)守之助の場合(久留米大学比較文化研究所第53輯所収･2018年)
- 大量難民流入とEUへの衝撃(学士会報918号･2016年)
- 英のEU離脱の衝撃:連邦的統合深化を拒絶した英国(海外事情64巻9号･2016年)
- 危機の時代におけるEU･欧州議会の権限強化の動向(阪南論集社会科学編51巻3号･2016年)
- 2014年欧州議会選挙とspitzenkandidaten(海外事情2014年12号)
- 極右への欧州議会野対応-欧州議会議員規則の改正を通して(同志社法学第63巻1号･2011年)
- 多党化する欧州議会選挙英選挙区と2010年の英下院議会選挙-欧州統合運動の英議会政治への影響(久留米大学比較文化研究年報第21輯･2011年)
- 学者が斬る(434)リスボン条約批准で近づく｢欧州連邦」への道(週刊エコノミスト毎日新聞社87巻60号11月10日52-55頁･2009年)
- 欧州統合における欧州議会と欧州政党が直面する諸問題の検討(同志社大学ワールドワイドビジネスレビュー第10巻公開セミナー特集号2009年･36-42頁)
- EUの北朝鮮政策 EU外交の可能性と限界(日本EU学会年報第28号･2008年4月)
- The EU Relations with the DPRK:Involvement of the EU and its Implications on the International Politics over the Korean Peninsula.(韓国EU学会誌第22号177-207頁･2005年)
- 日本におけるＥＵ政治研究と欧州議会研究の現と課題(久留米大学法学46号1－50頁･2003年)
- アイルランド国民投票におけるニース条約の否決とＥＵ政治に及ぼすその意味－欧州連邦に向かう過渡期的ＥＵにおける加盟国の｢民意」と｢欧州の公益」の問題(同志社法学282号266-340頁･2002年12月)
- ＥＵの統治構造についての考察-エリート主義の終焉か:欧州委員会と欧州議会の関係を中心に-(日本EU学会年報第21号･2001年)
- サンテール欧州委員会の総辞職とEUの憲法政治(同志社大学ワールドワイドビジネス･レビュー第1巻第1号1-35頁･2000年3月)
- 欧州議会選挙法改正と欧州議会の対応:1998年欧州議会選挙法案とEUの代表民主主義(純心人文研究第5号･1999年)
- アムステルダム条約と欧州議会(純心人文研究第4号89-127頁･1998年)
- EUにおける｢民主主義の赤字」の解消と欧州議会の役割(日本EU学会年報:EUとアジア第17号･1997年)
- The Role of the European Parliament in eliminating Democratic Deficit in the EU(Junshin Journal of Human Studies. Nagasaki Junshin Catholic University. No.3･1997年)
- 欧州統合における政府間会議(IGC)と欧州議会の役割(同志社法学246号･1996年)
- The Phrase‘Oushu Rengou’to indicate the European Union in Japan and the Political Ｎature of the EU”(Junshin Journal of Human　Studies. Nagasaki Junshin Catholic University. No.2･1996年）
- ECの意思決定における主要機関の役割(日本エネルギー経済研究所｢エネルギー経済｣12巻12号･1992年)
- 天然ガス･電力にみるEEC条約100a条の適用事例(日本EC学会年報:EC統合の深化と拡大12号･1992年)
- Policy Formation of the State control of North Sea Oil under the Labour Government:Crisis Management as a Response to an Oil Crisis in the United Kingdom 1973-75 (2)(純心女子短期大学紀要 第27号･1991年)
- ECの市場統合とエネルギ－戦略:その動向と問題(日本国際政治学会編『国際政治：政治統合に向かうEC』94号･1990年)
- Policy Formation of the State control of North Sea Oil under the Labour Government:Crisis Management as a Response to an Oil Crisis in the United Kingdom 1973-75 (1)(純心女子短期大学紀要 第26号･1990年)
- ECの石油精製産業の危機年とＥＣ委員会の役割(日本ＥＣ学会年報:欧州統合の現段階 第6号･1986年)
- 国営石油公社ＢＮＯＣとイギリスの石油政治（２）（同志社法学178号･1983年)
- 国営石油公社ＢＮＯＣとイギリスの石油政治（１）（同志社法学177号･1983年)
- Ｈ･ウィルソン労働党政権下における北海石油国家管理政策の形成(同志社法学168号･1981年)

## 評論
- 500日余のプーチン戦争とEUの5つ局面での動き　世界経済評論インパクト2023.07.10
- 欧州理事会常任議長はEUの「大統領」か：EU統治の考察界経済評論インパクトNo.2810.2023.01.09
- プーチン戦争とEU　世界経済評論インパクトNo.2502.2022.4.11
- プーチン戦争とEU | 児玉昌己 (world-economic-review.jp)
- EUの地政学：ユーラシアにおけるEU，中国，ハンガリーNo.2378. 2021.11.27
- EUの地政学 | 児玉昌己 (world-economic-review.jp)
- ｢最新欧州事情」長崎新聞５回連載　1995年11月28日-12月2日

## その他
- 田中素香他編『EU百科事典』丸善 2024年 （欧州議会とEUの選挙制度の2項目）
- 国際法学会編『国際関係法辞典』三省堂第2版 2005年　欧州議会項目執筆
- 記念講演(最終講義) 45年余の欧州政治研究を振り返って: 若い日々、イギリスの石油政治、欧州議会研究、そしてEU の地政学へ　久留米大学法学86号2022年
- ［新聞］欧州議会はＥＵ政治の主戦場＝毎日新聞 オピニオン朝刊解説面(2019.7.4)
- EU 研究の魅力 ～多文化の尊重と統合への挑戦　長崎大学 多文化社会研究 Vol.1 2015.
- ［談話］衆院選無効訴訟・識者談話　福田博元最高裁判事と 時事通信社（2015.11.25）
- Book Review: Tae-Hwan Kwak and Seung Ho Joo,（eds.), North Korea and Security Cooperation in Northeast Asia. Ashgate, 2014. European　Review of International Studies. Sciences Po. & Canterbury Christ Church University. No.1. 2015.
- ［翻訳(共訳)］欧州議会議院規則(試訳)(2･完), 同志社大学ワールドワイドビジネス研究センター第3巻第1号（2002年1月）
- ［翻訳(共訳)］欧州議会議院規則(試訳)(1) , 同志社大学ワールドワイドビジネス研究センター  第2巻第2号（2001年3月 ）
- ［新聞］北海道新聞 サンデー討論一票の格差どう是正　泉徳治最高裁判所元判事との紙上討論(2011.5.8)
- ［翻訳］ブライアンキャッチポール　アトラス現代史・イギリス　創元社（1992年）
- ［翻訳(共訳)］アン・ダルトロップ著、共訳『ヨ－ロッパ共同体の政治』有斐閣1984年

## 評価
EU政治研究と欧州議会研究では、多方面で活躍する研究者からパイオニア的、実証的と高い評価を得ている。学会では、15年以上の理事経験者を条件とし、学会に長年貢献したことが条件となる日本EU学会名誉会員に2021年に選出されている。 

第三者評価では、マルクス数理経済学者の松尾匡（立命館大学教授）は、児玉の『欧州議会と欧州統合』（成文堂2004年）について、久留米大学の広報誌の書評で、以下のように評した。
経済学徒たる評者にとっては、すでに欧州全領域で市場が一体化している以上、それを管理する公的枠組みが国ごとに分かれていることは不自然極まりない。この市場全体を統括する統一政府が形成されていくことは、当然の成りゆきに思われた。ところが専門の政治学者や政治評論家の世界ではそうではなかったらしい。その中にあって児玉教授は、欧州統合は統一連邦形成に向かうとの一貫した信念を掲げ、主権国家観念を脱却できない周囲の統合懐疑論と長年闘ってこられた。本書はまずもって、その数々を記した論争の書である。さらにその上、本書は従来顧みられることの少なかった欧州議会について、その歴史と現状を分析したほぼ唯一の研究書である。統合の進化につれて欧州議会は実質的権限を着実に獲得しており、全欧横断的政党の凝集力が進んでいくなど、国家を超えた立法機関としての実態を確実に作り上げてきている。
また作家の佐藤優は、NHKラジオ講座を基礎として,芦書房から出版された『欧州統合の政治史―ＥＵ誕生の成功と苦悩』の書評で、「一部のエコノミストが唱えるEU解体論が、素人談義である、ということが本書を読むとよく分かる」と語り、別途神奈川大学の専門誌の欧州特集号で、児玉をEUの「第1級の専門家」と評している。
さらにユーロ問題についてだけでも岩波新書を３冊出している欧州通貨問題の権威、田中素香（東北大学名誉教授）は児玉の『現代欧州統合研究』（成文堂、2021年）を「欧州議会を中軸に据えたスケールの大きなEU統合論」とし、「欧州大学院に学び、EUの要職にある同期生と意見を交換する著者ならではの研究成果」と欧州での人脈の広さも含めて、積極的に評している。